# Karpo Skidan
Karpo Pawłowicz Skidan (ukr. Карпо Павлович Скидан, zm. 1638) – pułkownik zaporoskich Kozaków nierejestrowych, uczestnik powstania Pawluka i powstania Ostranicy.
Jak o wielu innych Kozakach, tak i o nim niewiele można powiedzieć. Podczas powstania pod wodzą Pawła Pawluka był prawą ręką jego organizatora. W 1637 pełnił też funkcję emisariusza, organizującego pomoc dla powstania. Po bitwie pod Kumejkami brał jeszcze w walkach pod Borowicą, a potem uszedł na Sicz wraz z Dymitrem Hunią.
Kiedy wybuchło powstanie Ostranicy, znowu odgrywał rolę głównego współpracownika jego przywódcy. Ponownie został wysłany jako emisariusz powstańczy. Nie zdążył przysłać pomocy wtedy, gdy była ona najbardziej potrzebna – w czasie bitwy pod Żowninem przebywał w Czerkasach. Prowadząc na pomoc naprędce zorganizowany oddział, został ranny w potyczce z wojskami polskimi i pochwycony w niewolę i prawdopodobnie stracony.